# Pokarm (akwarystyka)

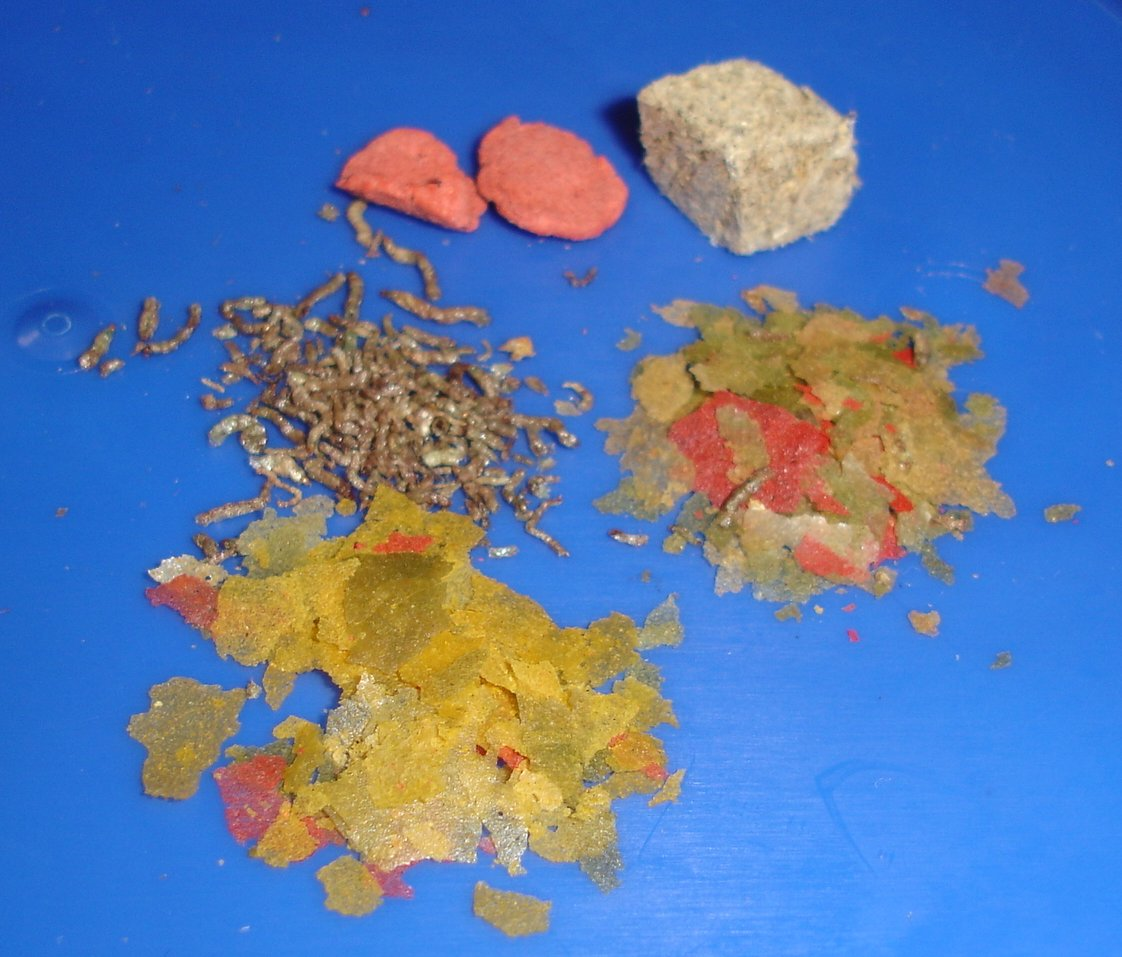
Suche pokarmy dla zwierząt akwariowych przygotowywane przez wyspecjalizowane firmy zoologiczne stanowią uzupełnienie diety.

Pokarm – w akwarystyce to pożywka dostarczająca substancji chemicznych niezbędnych dla  odpowiedniego rozwoju hodowanych organizmów. Odpowiednio dobrany pokarm wpływa korzystnie na prawidłowy rozwój, kondycję i ubarwienie rybek.
Pokarm ryb akwariowych powinien zawierać niezbędne dla prawidłowego rozwoju mikro i makroelementy, związki mineralne i witaminy.
- Pokarm sztuczny dzielimy na suchy, wilgotny i organizmy niewystępujące w środowisku wodnym.
  - pokarm wilgotny świeży lub mrożony: głównie  serce wołowe i chude mięso wołowe, cielęce, końskie, z kurczaka i indyk
  - pokarm  suchy: granulowany i płatkowany (głównie: plankton, glony, mączka rybna, produkty zbożowe,  drożdże,  tłuszcz, lecytyna i białko roślinne)
  - organizmy niewystępujące w środowisku wodnym: węgorek octowy, larwy muszki owocowej, muchy i ich larwy, wazonkowce, dżdżownice.
  - pokarm roślinny: gotowana marchew, selery, pietruszka, sparzony szpinak i sałata.

- Pokarm  naturalny – organizmy żyjące w wodzie
  - pokarm żywy: pantofelki oraz wrotki
  - pokarm żywy lub mrożony: oczliki, dafnie, kiełż zdrojowy, solowce (jaja, larwy i dojrzałe osobniki), larwy owadów (ochotki, wodzienia, komarów) i rureczniki
  - pokarm suszony: dafnie i rureczniki

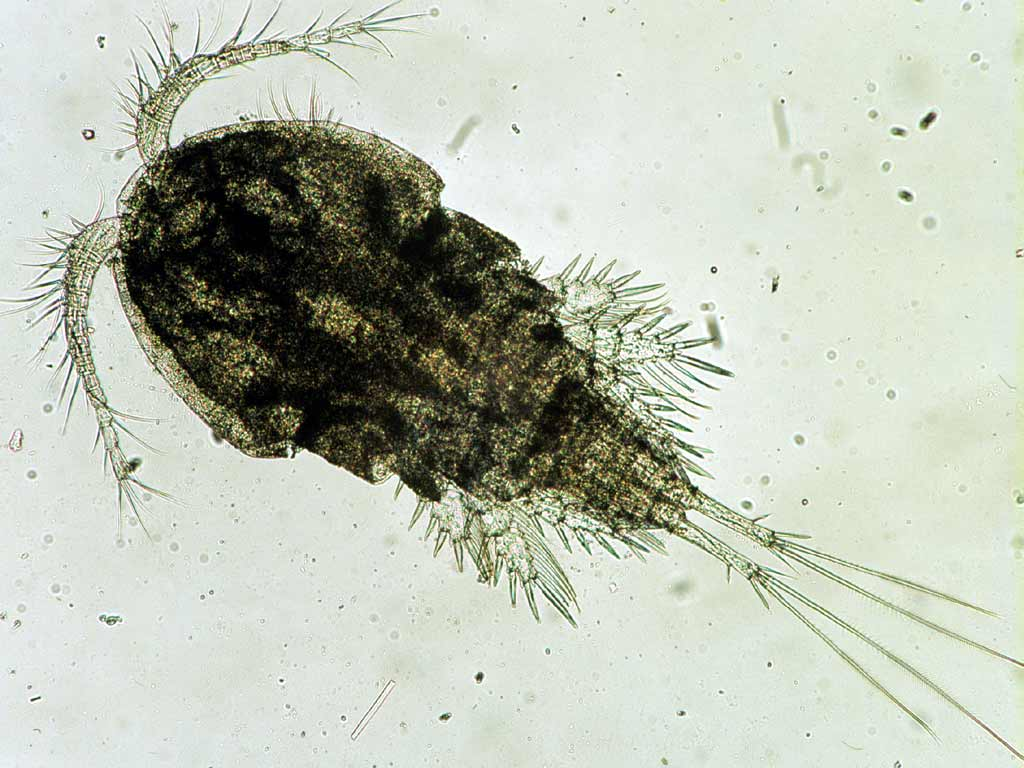
Oczlik żywy lub mrożony pokarm dla małych ryb i narybku
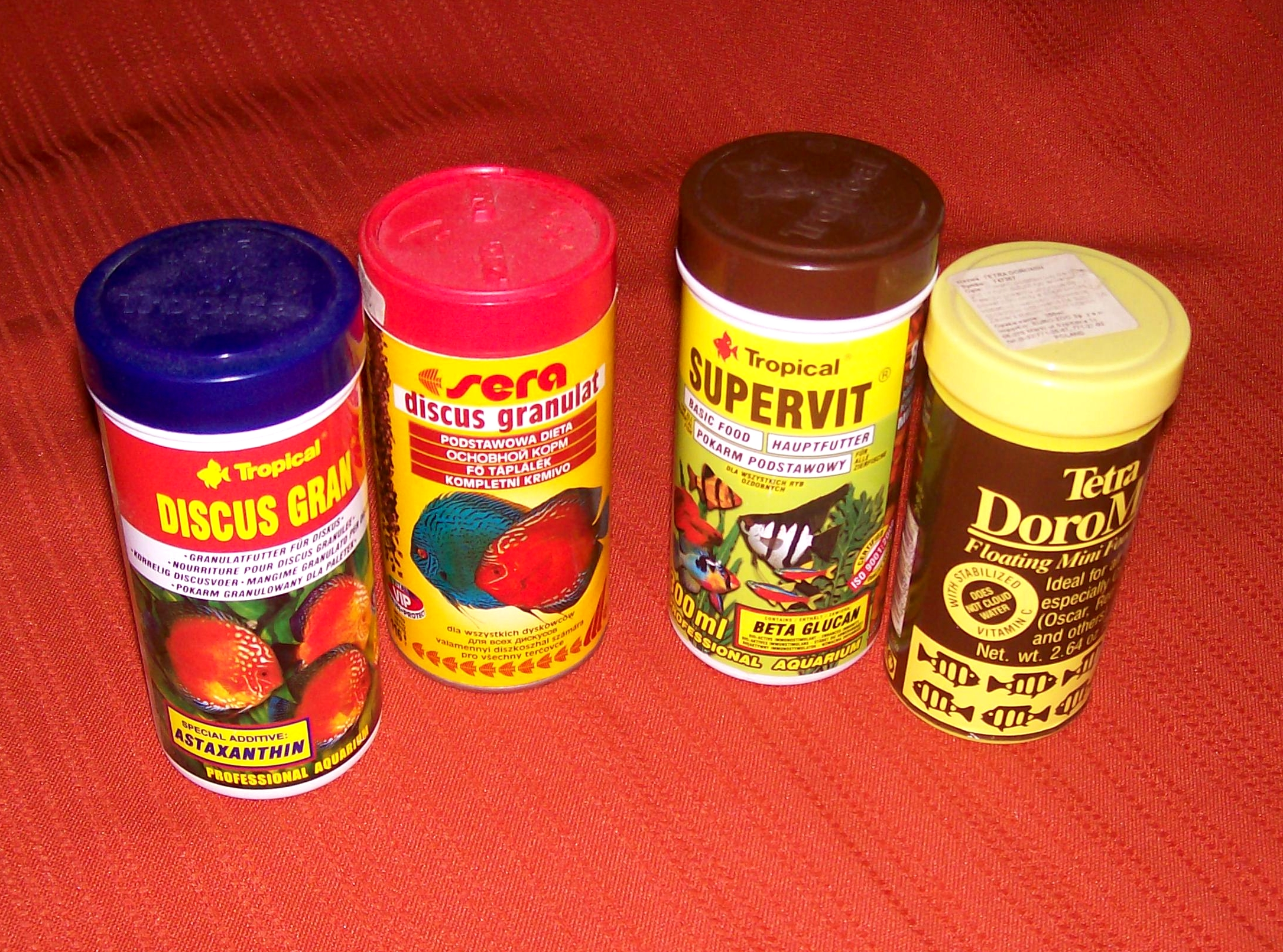
Opakowania pokarmów płatkowych różnych producentów
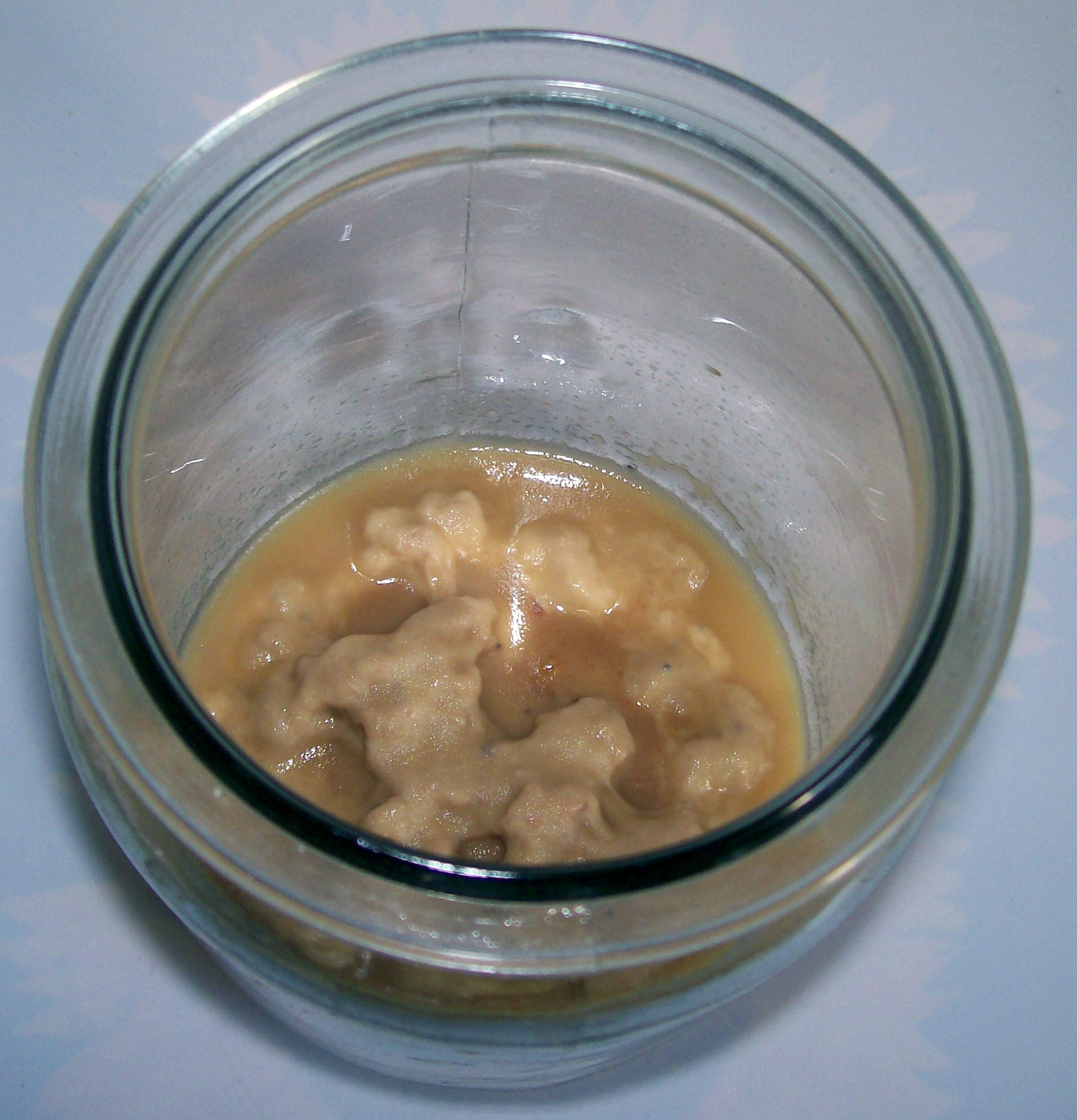
Hodowla Panagrellus redivivus  czyli nicieni „mikro” do skarmiania narybku